# Desmometopa palpalia
Desmometopa palpalia is een vliegensoort uit de familie van de Milichiidae. De wetenschappelijke naam van de soort is voor het eerst geldig gepubliceerd in 1848 door Wahlberg.